# Verwaltungsgemeinschaft Behringen
In der Verwaltungsgemeinschaft Behringen in Thüringen hatten sich fünf Gemeinden zur Erledigung ihrer Verwaltungsgeschäfte zusammengeschlossen. Bis zur Kreisreform Thüringen 1994 lag sie im Kreis Bad Langensalza, ab dem 1. Juli 1994 bis zu ihrer Auflösung im Wartburgkreis.
Die Verwaltungsgemeinschaft wurde am 6. November 1993 gegründet. Die Auflösung erfolgte am 30. Juni 1999. Mit Wirkung zum 1. Juli 1999 wurde aus den Mitgliedsgemeinden die Einheitsgemeinde Behringen gebildet. Alle ehemaligen Mitgliedsgemeinden sind heute Ortsteile der Gemeinde Hörselberg-Hainich.
Mitgliedsgemeinden waren Behringen, Craula, Reichenbach, Tüngeda und Wolfsbehringen.

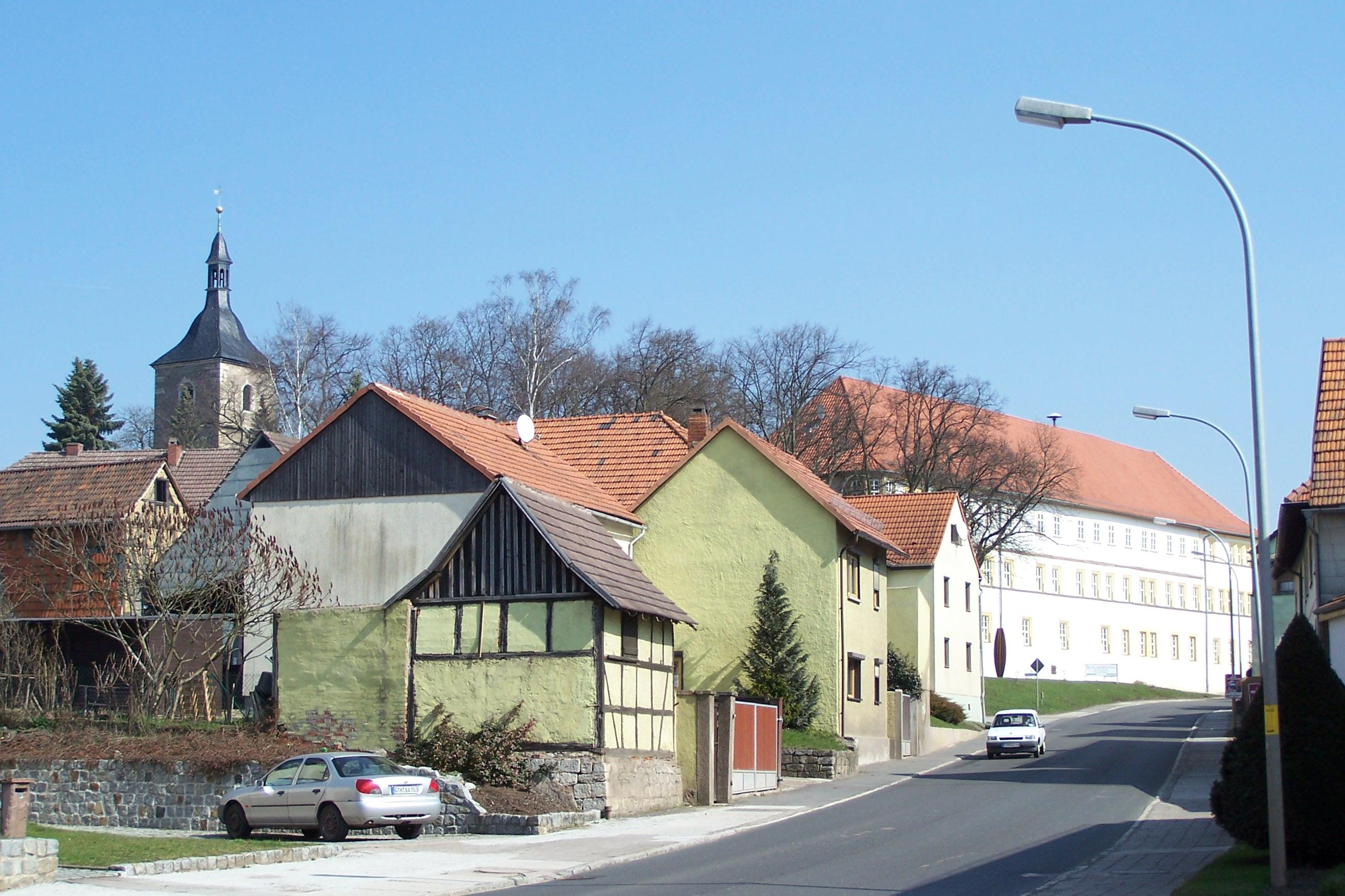
Behringen
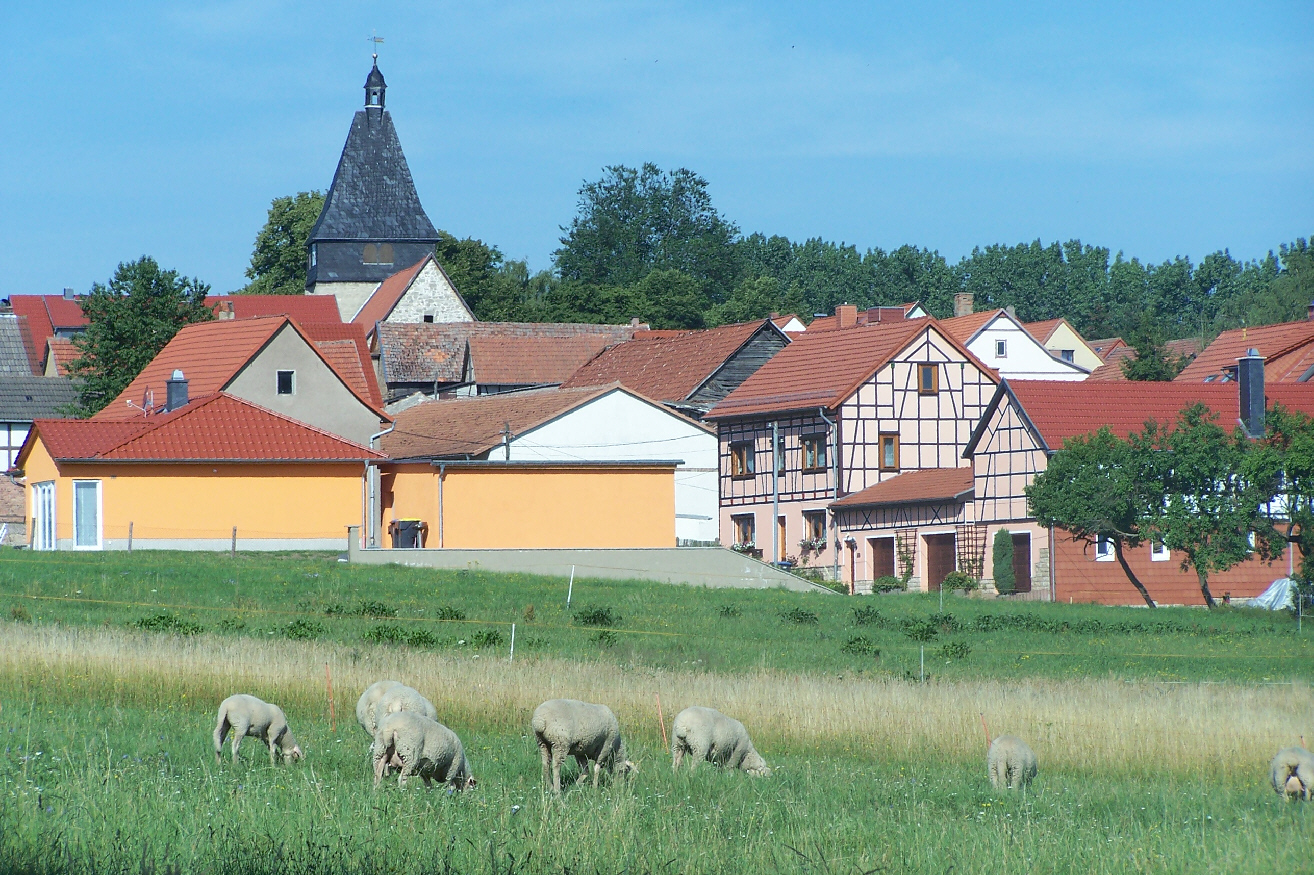
Craula
Reichenbach
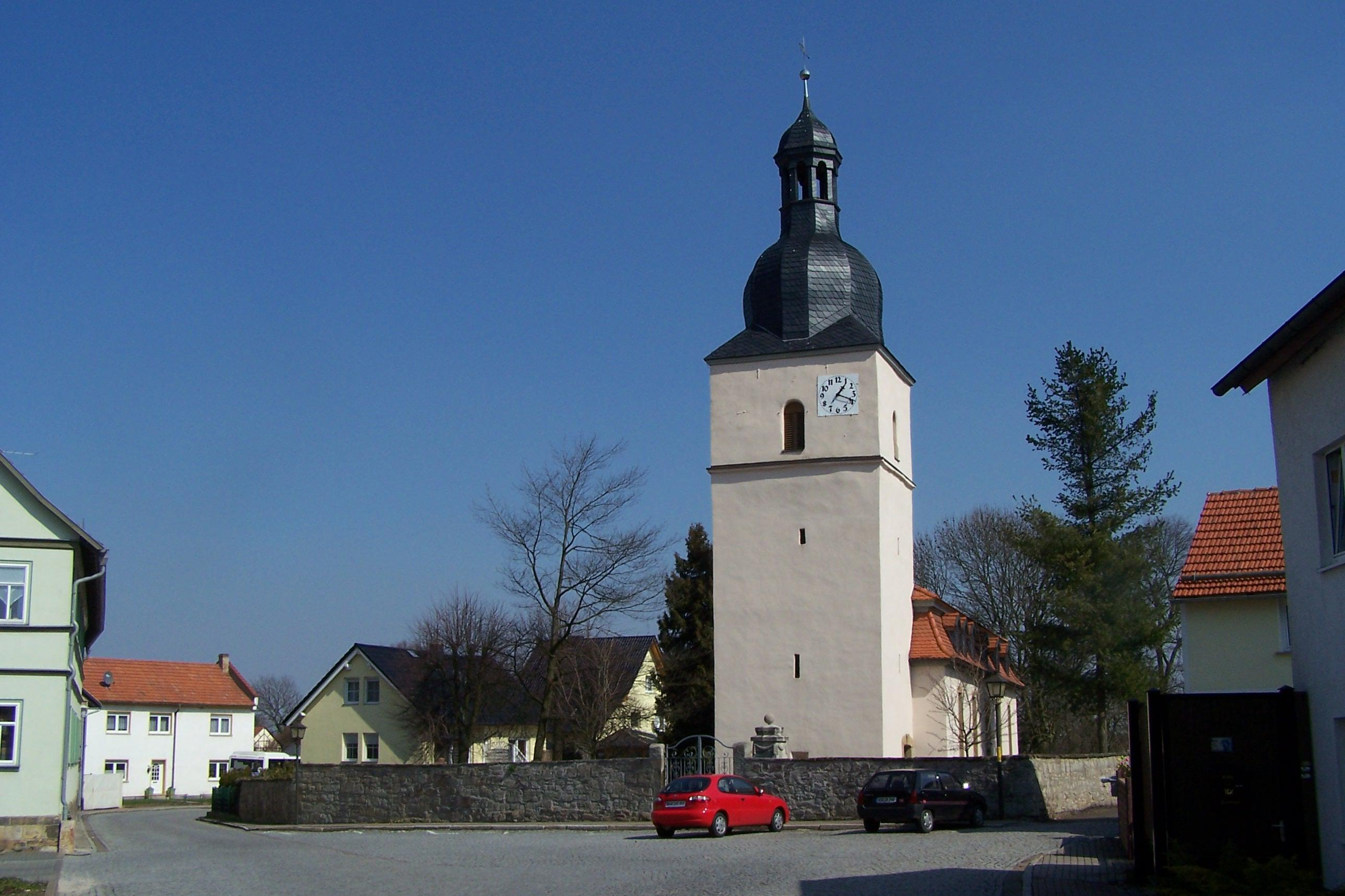
Wolfsbehringen
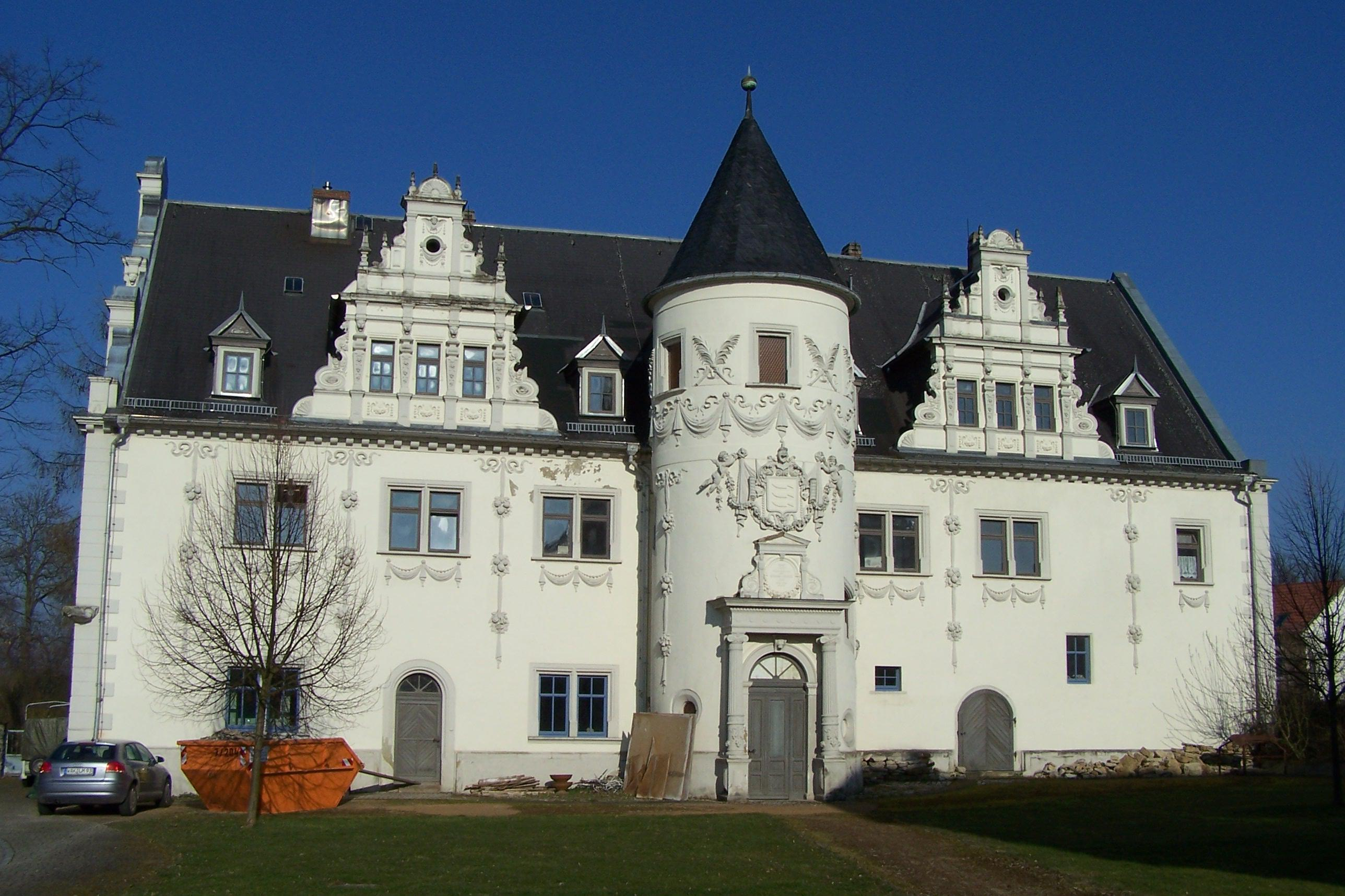
Tüngeda